# Станіслав Островський
Станіслав Островський (пол. Stanisław Ostrowski; 29 жовтня 1892, Львів — 22 листопада 1982, Лондон) — польський політичний діяч, президент Польщі у вигнанні (з 8 квітня 1972 по 8 квітня 1979). Останній польський президент міста Львова. Лікар.
Народився в сім'ї колишнього політичного засланця в Сибір — за участь в польському повстанні 1863 року. Після закінчення гімназії вивчав медицину в університетах Львова і Відня.
З юності займався політичною діяльністю. З 1912 — член конспіративної Національної молодіжної організації.
Брав участь у польському «Союзі активної боротьби» і напіввійськовій організації «Стрілецький союз», закінчивши при ній офіцерську школу.
Учасник Першої світової війни, служив у бригаді Польських легіонів. Військовий лікар.
У листопаді 1918 в ході польсько-української війни брав участь в битві за Львів.
Під час радянсько-польської війни в 1920 році служив головним лікарем добровольчого піхотного полку Війська Польського.
В 1922 році, після війни, був демобілізований у чині капітана. Працював викладачем у львівському університеті Яна Казимира. Доцент. Автор ряду наукових робіт у галузі дерматології.
З 1930 — депутат сейму Польщі (1930, 1935, 1938). З 1934 обраний віце-президентом, а в 1936—1939 роках — останній президент міста Львова.

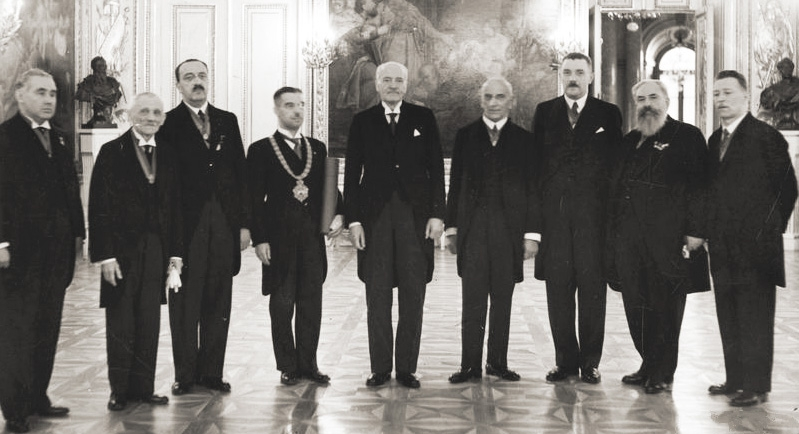
Делегація Львова на аудієнції у президента Польщі 13.09.1936 р.
У центрі зліва направо: Станіслав Островський (з ланцюгом бургомістра), Ігнацій Мосцицький, Володимир Децикевич

В вересні 1939, після вторгнення СРСР до Польщі і капітуляції Львова був заарештований органами НКВС і доставлений до Москви. Після розгляду справи, С. Островський був засуджений до 8 років ув'язнення в таборах ГУЛАГу.
У 1941 по угоді Сікорського-Майського був амністований і після звільнення разом з армією Андерса евакуювався з СРСР на Близький Схід. Брав участь у боях з німецькими частинами в Італії, де був лікарем військових госпіталів.
Після закінчення другої світової війни з 1946 жив в еміграції у Великій Британії, де з 1955 працював лікарем-дерматологом. З 1962 — на пенсії.
Співпрацював з «Радою Трьох» при президентові Польщі у вигнанні Августі Залеському, в яку входили Владислав Андерс, Томаш Арцишевський і Едвард Бернард Рачинський.
24 лютого 1971 Аугуст Залеський призначив його наступником на посаді Президента Речі Посполитої у вигнанні. 9 квітня 1972 року, через 2 дні після смерті Залеського, Станіслав Островський став 4-м Президентом Польщі у вигнанні. Після закінчення 7-річного терміну президентських повноважень передав їх своєму наступнику Едварду Рачинському.
Похований на кладовищі польських льотчиків у м. Ньюарк-он-Трент поруч з могилами попередніх президентів Владислава Рачкевич, Августа Залеського і генерала Владислава Сікорського.